# Persecución nazi a los católicos en Polonia

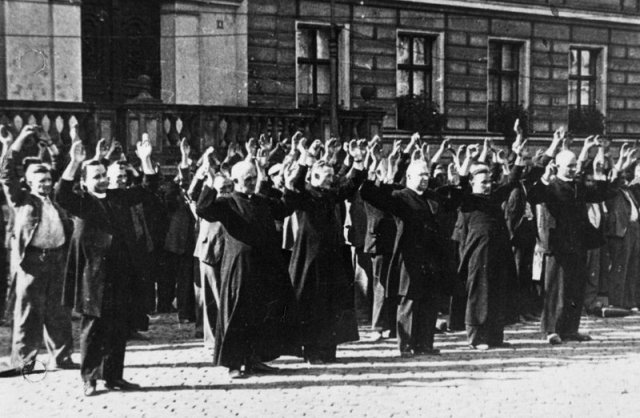
Ejecución pública de sacerdotes y civiles polacos en la Plaza del Mercado Viejo de Bydgoszcz el 9 de septiembre de 1939

Durante la Ocupación alemana de Polonia (1939-1945), los nazis reprimieron brutalmente a la Iglesia católica en Polonia, con mayor dureza en las zonas de Polonia ocupadas por los alemanes. Miles de iglesias y monasterios fueron sistemáticamente cerrados, confiscados o destruidos. Como consecuencia, se perdieron para siempre muchas obras de arte y objetos religiosos.
Los líderes eclesiásticos fueron especialmente perseguidos como parte de un esfuerzo general por destruir la cultura polaca. Al menos 1811 miembros del clero polaco fueron asesinados en campos de concentración nazis. Se calcula que unos 3000 miembros del clero fueron asesinados. Los planes de Hitler para la germanización del Este no permitían el catolicismo.
Las acciones emprendidas contra el catolicismo polaco formaban parte del Generalplan Ost' que, de haberse llevado a cabo, habría acabado por erradicar la existencia de los polacos. Adolf Hitler dijo en agosto de 1939 que quería que sus fuerzas de Cabeza de Muerte "mataran sin piedad ni misericordia a todos los hombres, mujeres y niños de ascendencia o lengua polaca".

## Antecedentes

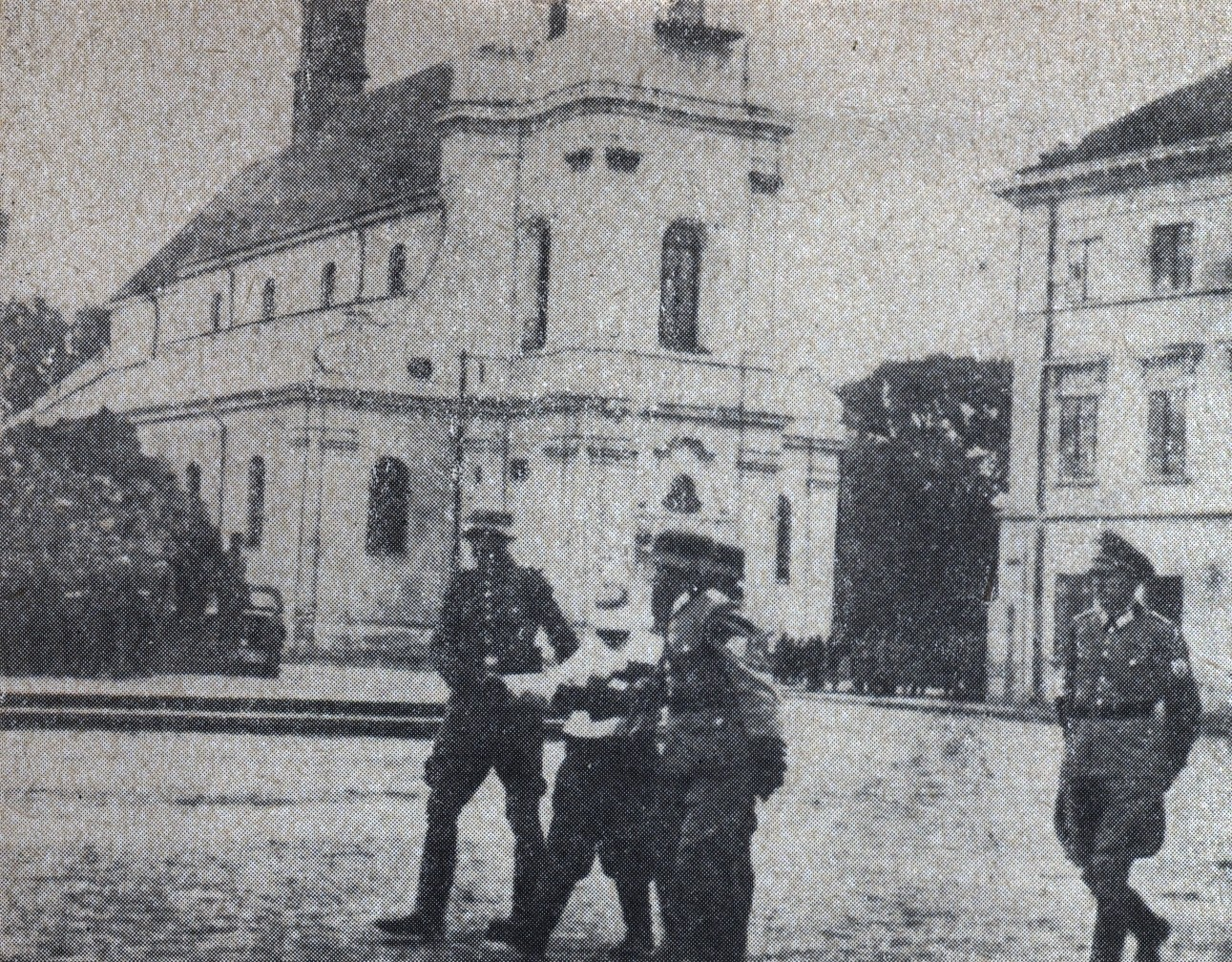
Ejecución pública del sacerdote polaco Roman Pawłowski en Kalisz el 18 de octubre de 1939

La Iglesia católica ha estado presente en Polonia durante casi 1000 años. El historiador Richard J. Evans escribió que la Iglesia católica era la institución que "más que ninguna otra había sostenido la identidad nacional polaca a lo largo de los siglos". En 1939, alrededor del 65% de los polacos se declaraban católicos.
La invasión de la Polonia predominantemente católica por la Alemania nazi en 1939 desencadenó la Segunda Guerra Mundial. El Reino Unido y Francia declararon la guerra a Alemania como resultado de la invasión, mientras que la Unión Soviética invadió la mitad oriental de Polonia de acuerdo con el Pacto Molotov-Ribbentrop con Hitler.
.

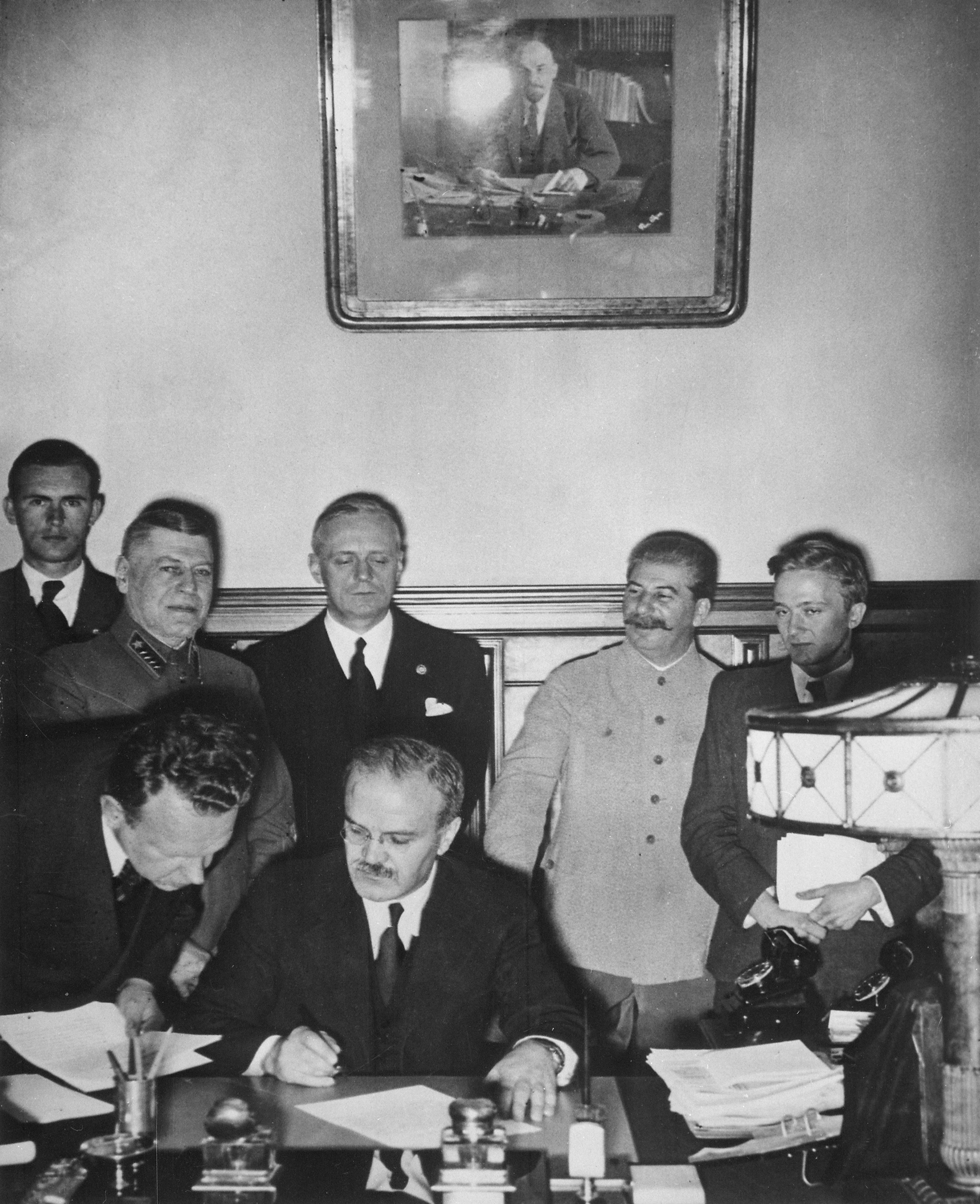
El primer ministro soviético Vyacheslav Molotov firma el Pacto Molotov-Ribbentrop. Detrás de él se encuentran (a la izquierda) el ministro de Asuntos Exteriores alemán Joachim von Ribbentrop y (a la derecha) Iósif Stalin. El Pacto creó una alianza nazi-soviética y selló el destino de Polonia

La invasión de Polonia por la Alemania nazi desde el oeste tuvo lugar el 1 de septiembre de 1939, iniciando un periodo de ocupación. La ideología nazi apuntaba a los judíos polacos para su exterminio y categorizaba a los polacos étnicos, en su mayoría católicos, como una raza inferior. Los judíos fueron reunidos en guetos o enviados a campos de exterminio, mientras que la intelligentsia, los sacerdotes y los políticos polacos fueron eliminados (Intelligenzaktion, AB-Aktion). [Los trabajos forzados bajo el dominio alemán durante la Segunda Guerra Mundial también se emplearon como técnica de eliminación.
El Ejército Rojo invadió Polonia desde el Este el 17 de septiembre de 1939. Los soviéticos también rereprimieron a los católicos y al clero polaco, haciendo hincapié en la lucha contra los "enemigos de clase". La ocupación soviética duró casi dos años. La Operación Barbarroja, el ataque alemán contra la Unión Soviética se lanzó en junio de 1941, haciendo añicos el pacto de no agresión nazi-soviético y poniendo a toda Polonia bajo control nazi. Norman Davies escribió:

Adolf Hitler odiaba a Polonia con todas sus fuerzas. Porque Polonia estaba en el corazón del Lebensraum nazi, el "espacio vital" ideológico en el que Alemania estaba dispuesta a expandirse. Además, estaba habitada por una mezcla de eslavos y judíos, ambos clasificados en los manuales nazis como Untermenschen, o subhumanos... Hitler ordenó específicamente a sus secuaces que actuaran con gran crueldad.

El plan nazi para Polonia incluía la destrucción de la nación polaca, lo que requería atacar a la Iglesia polaca, especialmente en las zonas anexionadas a Alemania. El biógrafo Ian Kershaw dijo en el plan para la germanización de Europa Central y Oriental, que Hitler había dejado claro que no habría "ningún lugar en esta utopía para las Iglesias cristianas".
La ideología nazi era hostil al cristianismo y Hitler despreciaba las enseñanzas de la Iglesia católica. El diputado y secretario privado elegido por Hitler Martin Bormann y el filósofo oficial nazi Alfred Rosenberg eran firmemente anticristianos. En su libro de 1930 El mito del siglo XX, Rosenberg escribió que los principales enemigos de los alemanes eran los "tártaros rusos" y los "semitas" - incluidos los cristianos, especialmente los cristianos de la Iglesia Católica.

### División de Polonia
El ejército alemán controló Polonia hasta el 25 de octubre de 1939. Tras esto, Alemania anexionó los territorios polacos a las provincias del este de Alemania: Reichsgau Wartheland, Reichsgau Danzig-Prusia Occidental, Provincia de Silesia y Prusia Oriental. El resto de la Polonia ocupada por los nazis quedó bajo la administración del Gobierno General' - un "miniestado dirigido por la policía" bajo el control de las SS y el gobierno del abogado nazi Hans Frank. Davies escribió que esta zona "se convirtió en el laboratorio sin ley de la ideología racial nazi", convirtiéndose con el tiempo en la base de los principales campos de concentración nazis. Sin embargo, la política nazi hacia la Iglesia fue menos severa que en las regiones anexionadas.

## Persecuciones

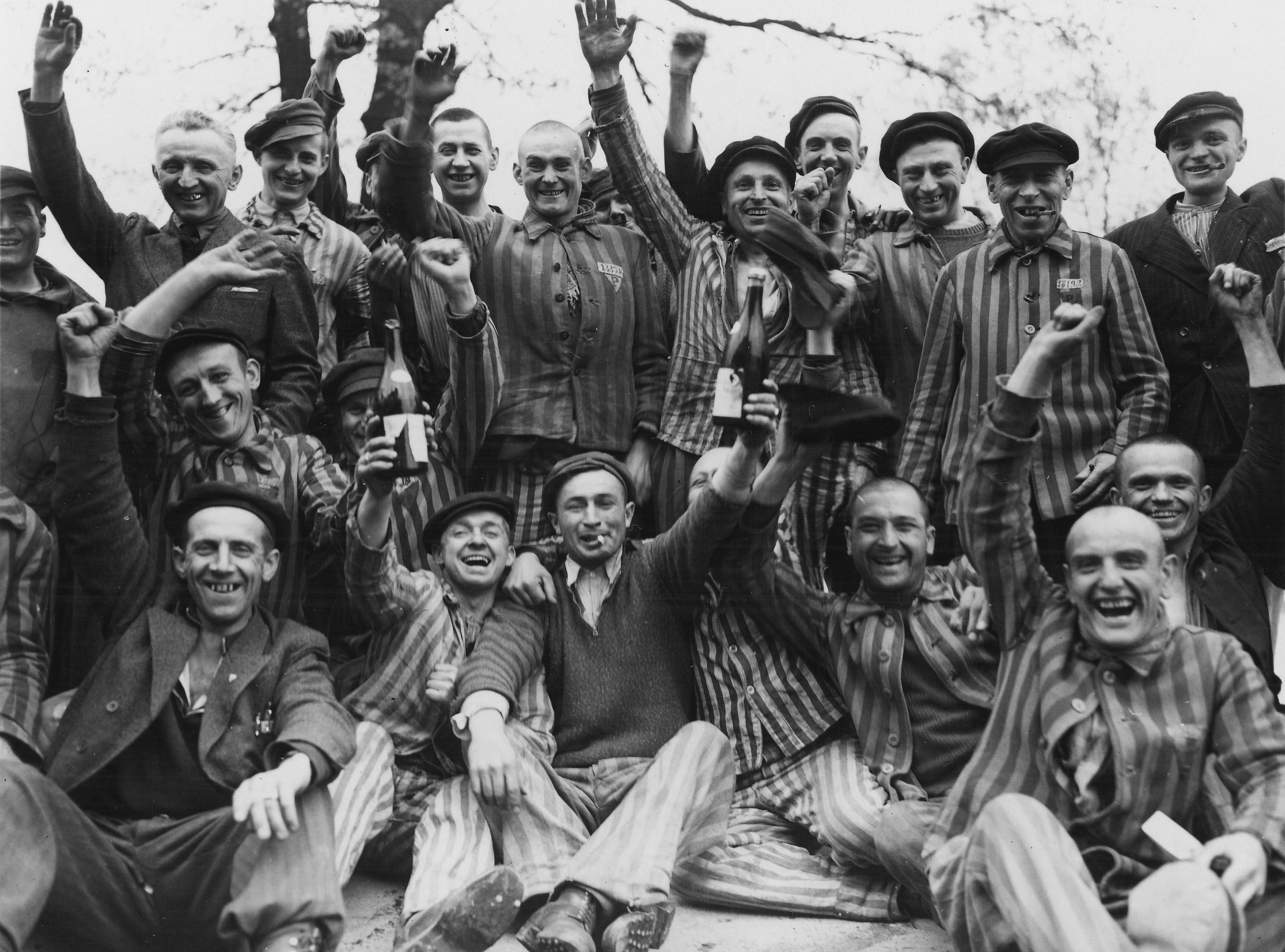
Prisioneros polacos en Dachau brindan por su liberación del campo. Los polacos constituían el grupo étnico más numeroso del campo y la mayor proporción de los encarcelados en los Barracones de los Sacerdotes de Dachau.

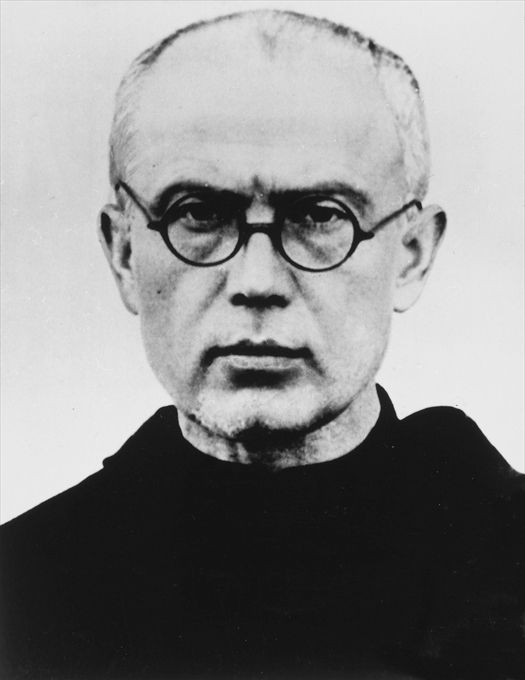
El franciscano polaco San Maximiliano Kolbe fue asesinado en Auschwitz.

### Objetivo: la intelectualidad y el clero
Según Norman Davies, el terror nazi fue "mucho más feroz y prolongado en Polonia que en cualquier otro lugar de Europa". La ideología nazi consideraba a los "polacos" étnicos -la mayoría étnica mayoritariamente católica de Polonia- como "subhumanos". Tras la invasión de Polonia occidental en 1939, los nazis instigaron una política de genocidio contra la minoría judía de Polonia. Asesinaron o suprimieron a las élites étnicas polacas, incluidos los líderes religiosos. Durante la invasión de 1939, se enviaron escuadrones de la muerte especiales de las SS y la policía para arrestar o ejecutar a cualquier persona considerada capaz de resistirse a la ocupación: profesionales, clérigos y funcionarios del gobierno.
El verano siguiente, la A-B Aktion (Operación Extraordinaria de Pacificación) detuvo a varios miles de intelectuales polacos y las SS fusilaron a muchos de los sacerdotes del sector del Gobierno General. Durante esta operación, Polonia estuvo bajo control militar. Este periodo de control militar duró del 1 de septiembre de 1939 al 25 de octubre de 1939. Durante este periodo, "según una fuente, se llevaron a cabo 714 ejecuciones en masa y 6.376 personas, principalmente católicas, fueron fusiladas. Otras cifran en 20.000 el número de muertos en una sola ciudad. Fue un anticipo de lo que estaba por venir".
En 1940, Hitler proclamó: "Los polacos sólo pueden tener un amo: un alemán. No pueden coexistir dos amos, y por eso hay que matar a todos los miembros de la intelectualidad polaca". Según Craughwell, entre 1939 y 1945 fueron asesinados unos 3000 miembros (18%) del clero polaco. De ellos, 1.992 fueron asesinados en campos de concentración (la Encyclopædia Britannica cita 1811 sacerdotes polacos asesinados en campos de concentración nazis).
El 16 y 17 de noviembre de 1940, Radio Vaticano difundió que la vida religiosa de los católicos polacos continuaba siendo brutalmente restringida. Afirmaban que al menos 400 clérigos habían sido deportados a Alemania en los cuatro meses anteriores:.

Las Asociaciones Católicas en el Gobierno General también han sido disueltas, las instituciones educativas católicas han sido cerradas, y los profesores y maestros católicos han sido reducidos a un estado de extrema necesidad o han sido enviados a campos de concentración. La prensa católica se ha vuelto impotente. En la parte incorporada al Reich, y especialmente en Posnania, los representantes de los sacerdotes y órdenes católicas han sido encerrados en campos de concentración. En otras diócesis, los sacerdotes han sido encarcelados. Zonas enteras del país han sido privadas de todo ministerio espiritual y los seminarios eclesiásticos han sido dispersados.
Alrededor de 150 000 a 180 000 civiles fueron asesinados en la represión de un levantamiento, junto con miles de insurgentes capturados. Hasta finales de septiembre de 1944, los resistentes polacos no fueron considerados combatientes por Alemania. Por lo tanto, cuando eran capturados, eran ejecutados. 165 000 civiles supervivientes fueron enviados a campos de trabajo; mientras que 50 000 fueron enviados a campos de concentración, y la ciudad fue sistemáticamente demolida.

### Regiones anexionadas

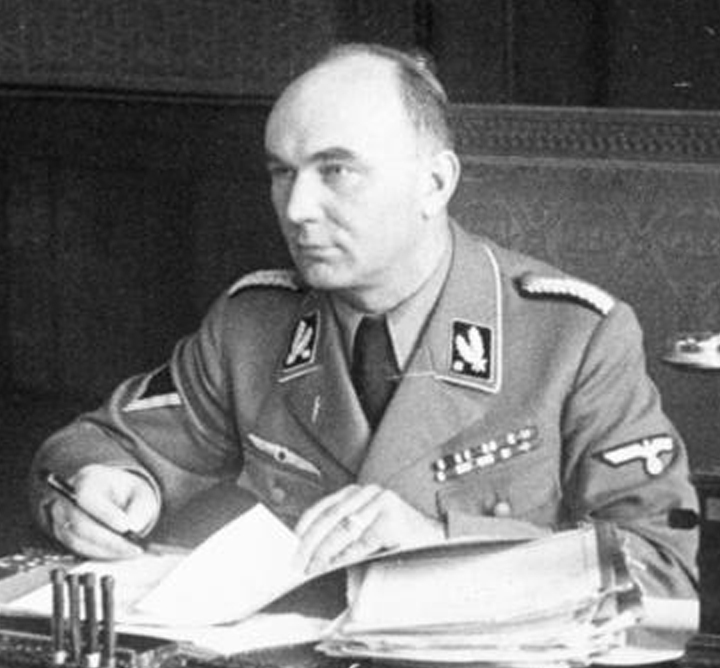
Arthur Greiser, el Reichsstatthalter de Wartheland, dirigió un ataque radical contra la Iglesia católica. A finales de 1941, la Iglesia polaca había sido ilegalizada en Wartheland.

La política nazi hacia la Iglesia fue más severa en las territorios anexionados a la Gran Alemania, donde los nazis desmantelaron sistemáticamente la Iglesia: arrestaron a sus líderes, exiliaron a sus clérigos y cerraron sus iglesias, monasterios y conventos. Muchos clérigos fueron asesinados. Las zonas anexionadas incluían la archidiócesis católica de Gniezno-Poznań y las diócesis de Chełmno, Katowice y Włocławek, y partes de las diócesis de Częstochowa, Kielce, Cracovia, Łomża, Łódź, Płock y Varsovia, que debían ser "germanizadas". En estas zonas, la Iglesia polaca debía ser erradicada por completo, aunque los católicos alemanes podían permanecer o establecerse allí.
Hitler pretendía utilizar Polonia como colonia para el asentamiento de alemanes. Los polacos autóctonos debían ser expulsados para hacer sitio a los colonos alemanes. Tras la derrota de Polonia, Heinrich Himmler fue nombrado Comisionado del Reich para el Fortalecimiento de la Raza Alemana. La germanización de las regiones anexionadas comenzó en diciembre de 1939 con deportaciones de hombres, mujeres y niños. En el Wartheland, el líder regional Arthur Greiser, con el aliento de Reinhard Heydrich y Martin Bormann, lanzó un ataque contra la Iglesia católica. Sus propiedades y fondos fueron confiscados y las organizaciones laicas clausuradas. Evans escribió que "numerosos clérigos, monjes, administradores diocesanos y funcionarios de la Iglesia fueron arrestados, deportados al Gobierno General, llevados a un campo de concentración en el Reich o simplemente fusilados". En total, unos 1700 sacerdotes polacos acabaron en Dachau: la mitad de ellos no sobrevivió a su encarcelamiento". El jefe administrativo de Greiser, August Jager, había dirigido anteriormente los esfuerzos de nazificación de la Iglesia Evangélica en Prusia. En Polonia, se ganó el apodo de "Kirchen-Jager" (Cazador de Iglesias) por la vehemencia de su hostilidad hacia la Iglesia."A finales de 1941", escribió Evans, "la Iglesia católica polaca había sido efectivamente ilegalizada en el Wartheland. Estaba más o menos germanizada en los demás territorios ocupados, a pesar de una encíclica publicada por el Papa ya el 27 de octubre de 1939 en la que protestaba contra esta persecución".
En Prusia Occidental, 460 de los 690 sacerdotes polacos existentes fueron arrestados; los supervivientes simplemente huyeron; sólo 20 seguían en activo en 1940. De los arrestados, 214 fueron ejecutados; el resto fueron deportados al Gobierno General. Las víctimas mortales fueron numerosas: en Wrocław, murió el 49,2% del clero; en Chełmno, el 47. 8%; en Łódź, 36,8%; en Poznań, 31,1%. En la diócesis de Varsovia, 212 clérigos fueron asesinados; en Wilno, 92; en Lwów, 81; en Cracovia, 30; en Kielce, 13. Las monjas corrieron una suerte similar; unas 400 religiosas fueron encarceladas en el campo de concentración de Bojanowo. Muchos estudiantes de seminario y monjas fueron reclutados como trabajadores forzados. En Poznań, sólo dos iglesias no fueron cerradas o reutilizadas; en Łódź, sólo cuatro permanecieron abiertas.
El alto clero polaco no estuvo exento de la represión; algunos se vieron obligados a retirarse, mientras que otros fueron arrestados, encarcelados o ejecutados. Entre ellos, los obispos Marian Leon Fulman, Władysław Goral, Michał Kozal, Antoni Julian Nowowiejski y Leon Wetmański fueron enviados a campos de concentración, siendo asesinados Goral, Nowowiejski, Kozal y Wetmański en Sachsenhausen, Dachau, Soldau y Auschwitz, respectivamente.

### Informe del Cardenal Hlond
.

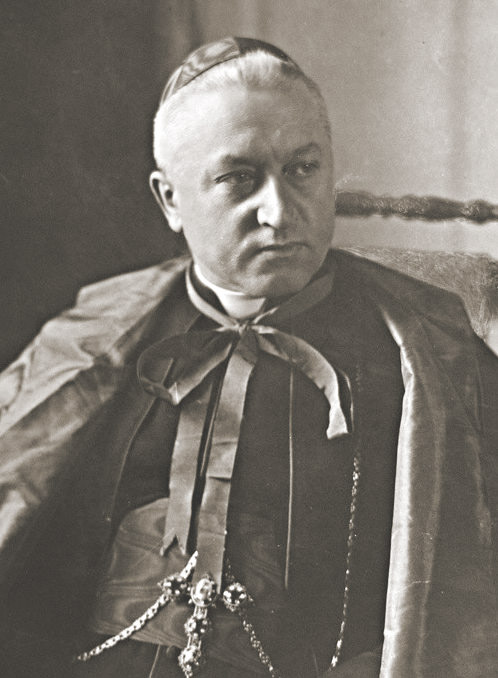
El primado de Polonia, el cardenal August Hlond, avisó al Papa de que "el hitlerismo aspira a la destrucción sistemática y total de la Iglesia católica" en los territorios de Polonia anexionados por Alemania

Tras la invasión, el primado de Polonia, el cardenal August Hlond, presentó un informe oficial de las persecuciones de la Iglesia polaca al Vaticano. Informó de confiscaciones de bienes eclesiásticos y abusos a clérigos y monjas en la archidiócesis de Gniezno:

Muchos sacerdotes fueron encarcelados, sufriendo humillaciones, golpes, malos tratos. Un cierto número fueron deportados a Alemania... Otros han sido detenidos en campos de concentración... No es raro ver a un sacerdote en medio de cuadrillas de obreros trabajando en los campos... Algunos han sido encerrados por la noche en pocilgas, bárbaramente golpeados y sometidos a otras torturas... El canónigo Casimir Stepczynski... fue obligado en compañía de un judío a llevarse los excrementos humanos... el coadjutor que quiso ocupar el lugar del venerable sacerdote fue brutalmente golpeado con la culata de un fusil
Extractos del informe del cardenal Hlond al Vaticano.

El horario de apertura de las iglesias (que aún conservaban a sus sacerdotes) se había restringido a los domingos de 9 a 11 de la mañana. Los sermones sólo podían predicarse en alemán. Se prohibieron los himnos polacos. Se retiraron los crucifijos de las escuelas y se prohibieron las clases de religión. Se prohibió la Acción Católica y se disolvieron organizaciones benéficas católicas como la San Vicente de Paúl y se confiscaron sus fondos. Los santuarios religiosos y las estatuas en lugares públicos fueron "apaleados hasta los cimientos".
En la archidiócesis de Poznań, Hlond informó de que el clero estaba siendo sometido a los mismos malos tratos que en Gniezno y varios habían sido fusilados, deportados, encarcelados o estaban desaparecidos. En Poznań, que había servido de centro de organización de las actividades de la Iglesia en Polonia, los nazis suprimieron el Instituto Nacional de Acción Católica, la Asociación Pontificia para la Propagación de la Fe, la Asociación de Mujeres Católicas y los grupos juveniles católicos. También fueron suprimidos otros medios de comunicación y organizaciones educativas católicas. Los dirigentes de la Acción Católica fueron encarcelados y Edward Potworowski, presidente de la Asociación de Jóvenes Católicos, fue fusilado públicamente en la plaza de Gostyn, mientras que la presidenta de la Asociación de Chicas Católicas fue expulsada a Polonia Central. La Curia y el tribunal metropolitano fueron tomados por la Gestapo y sus archivos confiscados. El palacio arzobispal fue invadido y tomado por los soldados y sus archivos fueron entregados a la Gestapo. La Catedral de Poznań fue cerrada y el seminario teológico convertido en escuela de policía. Los jóvenes polacos fueron detenidos después de Misa y deportados a Alemania.
En la diócesis de Chełmno, que había sido incorporada al Reich, Hlond informó de que la vida religiosa había sido suprimida casi por completo, y la antigua catedral había sido cerrada y convertida en un garaje. Su famosa estatua de María había sido derribada y la residencia del obispo saqueada. Se torturó a clérigos y laicos y se confiscaron propiedades eclesiásticas. Sólo quedaban 20 de los 650 sacerdotes, el resto encarcelados, deportados u obligados a realizar trabajos forzados, a veces con resultado de muerte por fatiga:

En la diócesis de Chełmno Se afirma que un gran número de sacerdotes han sido fusilados, pero ni el número ni los detalles se conocen todavía, ya que las autoridades de ocupación mantienen un obstinado silencio sobre el tema.... Casi todas las iglesias han sido cerradas y confiscadas por la Gestapo... todas las cruces y emblemas sagrados junto a las carreteras han sido destruidos... El 95% de los sacerdotes han sido encarcelados, expulsados o humillados ante los ojos de los fieles... y los católicos más eminentes ejecutados. Extractos del informe del cardenal August Hlond al Vaticano.

Hlond informó de atropellos y terror similares en las diócesis de Katowice, Łódź y Włocławek, que también habían sido incorporadas al Reich. En sus observaciones finales para el papa Pío XII, Hllond escribió:

El hitlerismo aspira a la destrucción sistemática y total de la Iglesia católica en los ricos y fértiles territorios de Polonia que han sido incorporados al Reich.... Se sabe con certeza que 35 sacerdotes han sido fusilados, pero el número real de víctimas ... sin duda asciende a más de un centenar ... En muchos distritos la vida de la Iglesia ha sido completamente aplastada, el clero ha sido casi todo expulsado; las iglesias y cementerios católicos están en manos de los invasores... El culto católico apenas existe ya... Los monasterios y conventos han sido metódicamente suprimidos... Todas [las propiedades de la Iglesia] han sido saqueadas por los invasores. Extractos del informe del cardenal Hlond al Vaticano

## El clero polaco durante la ocupación
El ochenta por ciento del clero católico y cinco obispos de Warthegau fueron enviados a campos de concentración en 1939; 108 de ellos son considerados mártires beatos. Alrededor de 1,5 millones de polacos fueron transportados para realizar trabajos forzados en Alemania. Tratados como inferiores racialmente, tenían que llevar la P púrpura cosida en la ropa; las relaciones sexuales con alemanes se castigaban con la muerte. Además del genocidio de los judíos polacos, se calcula que entre 1,8 y 1,9 millones de civiles polacos fueron asesinados durante la ocupación alemana y la guerra. Cientos de sacerdotes y monjas se encuentran entre los 5000 católicos polacos homenajeados por Israel por su papel en la salvación de judíos.
El profesor universitario y Primado de Polonia de posguerra, el padre Stefan Wyszynski, recibió la orden de abandonar Włocławek por parte de su obispo, Michal Kozal y escapó así al destino de Kozal y de casi 2000 sacerdotes más que fueron asesinados en campos de concentración nazis.

### Sacerdotes en el campo de concentración de Dachau

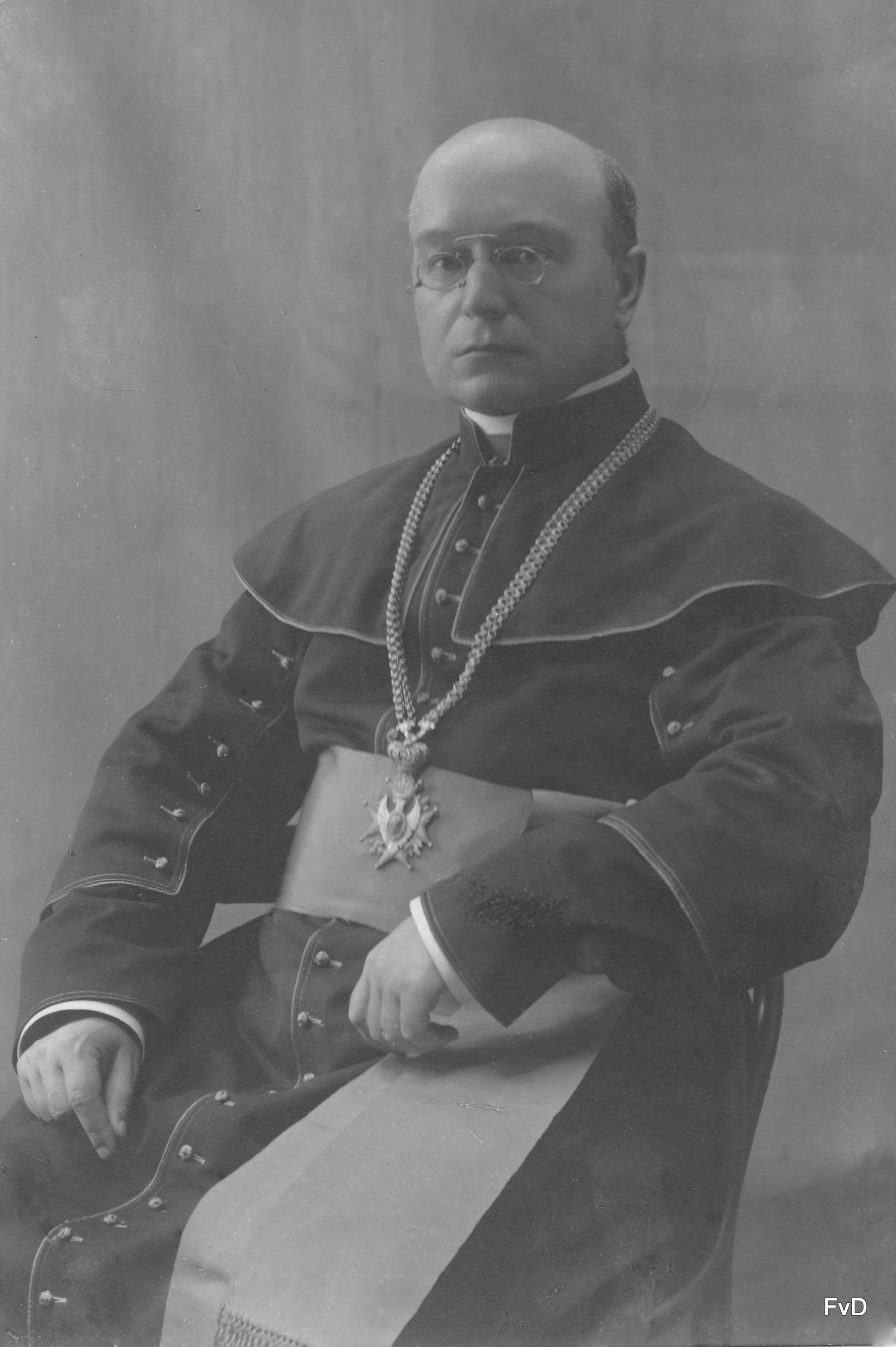
El beato Antoni Zawistowski fue torturado y asesinado en Dachau en 1942. 1780 clérigos polacos fueron enviados a Dachau, y muchos son recordados entre los Ciento ocho mártires de Polonia durante la Segunda Guerra Mundial.

El campo de concentración de Dachau fue creado en marzo de 1933 como el primer campo de concentración nazi. Dachau fue principalmente un campo político y se estima que 2.720 clérigos (principalmente católicos) fueron encarcelados en el campo; los nazis establecieron Barracas para clérigos. De este número registrado como encarcelados en Dachau, unos 2.579 (o el 94,88%) eran católicos. Un total de 1.034 clérigos murieron en el campo, con 132 "transferidos o liquidados" durante ese tiempo. En Dachau: La historia oficial 1933-1945. El autor Paul Berben señaló que la investigación de R. Schnabel de 1966, Die Frommen in der Holle encontró un total alternativo de 2.771 clérigos. Esto también incluía el destino de todos los clérigos enumerados, con 692 asesinados en el campo y 336 enviados en "trenes inválidos" y, por lo tanto, presuntamente asesinados.
Se desconocen las cifras totales, ya que algunos clérigos no fueron reconocidos como tales por las autoridades del campo, y algunos -especialmente los polacos- no deseaban ser identificados como tales, por temor a ser maltratados. El mayor número de prisioneros clérigos procedía de Polonia. En total unos 1748 clérigos católicos polacos, de los cuales unos 868 fueron asesinados en el campo. A partir de 1940, Dachau se convirtió en el punto de concentración de prisioneros clérigos. Los sacerdotes fueron reunidos en los bloques 26, 28 y 30, aunque sólo temporalmente. El 26 se convirtió en el bloque internacional y el 28 se reservó para los polacos, el grupo más numeroso.
Los nazis introdujeron una jerarquía racial - manteniendo a los polacos en duras condiciones mientras favorecían a los sacerdotes alemanes. 697 polacos llegaron en diciembre de 1941, y otros 500, en su mayoría clérigos ancianos, fueron llevados en octubre de 1942. Inadecuadamente vestidos para el frío, sólo 82 de este último grupo sobrevivieron. Un gran número de sacerdotes polacos fueron elegidos para experimentos médicos nazis. En noviembre de 1942, 20 recibieron flemones. 120 fueron utilizados por el Dr. Schilling para experimentos con malaria entre julio de 1942 y mayo de 1944. Varios polacos murieron en "trenes de inválidos" enviados desde el campo, otros fueron asesinados en el campo y se les entregaron certificados de defunción falsos. Algunos murieron como castigo por delitos menores, apaleados hasta la muerte o corridos hasta la extenuación.
A los sacerdotes polacos no se les permitía llevar a cabo la actividad religiosa. Los prisioneros antirreligiosos se plantaron en el bloque polaco para asegurarse de que no se infringía la norma, pero algunos encontraron la manera de burlar la prohibición: celebrar la misa en secreto durante su trabajo. En 1944, cuando las esperanzas alemanas de victoria en la guerra se desvanecían, las condiciones se relajaron y los polacos pudieron celebrar un oficio semanal. Finalmente, se les permitió asistir a la capilla. La actividad religiosa fuera de la capilla estaba totalmente prohibida. Los no clérigos tenían prohibida la entrada a la capilla y, según escribió Berben, el clero alemán temía que el incumplimiento de esta norma les hiciera perder la capilla: "El clero del bloque 26 cumplía esta norma de forma despiadada, lo que naturalmente provocó una tormenta de protestas. Con los polacos del bloque 28 era diferente: todos los cristianos de cualquier nacionalidad eran recibidos como hermanos e invitados a asistir a las misas dominicales clandestinas, celebradas antes del amanecer en condiciones que recordaban a las catacumbas".

## Resistencia
.

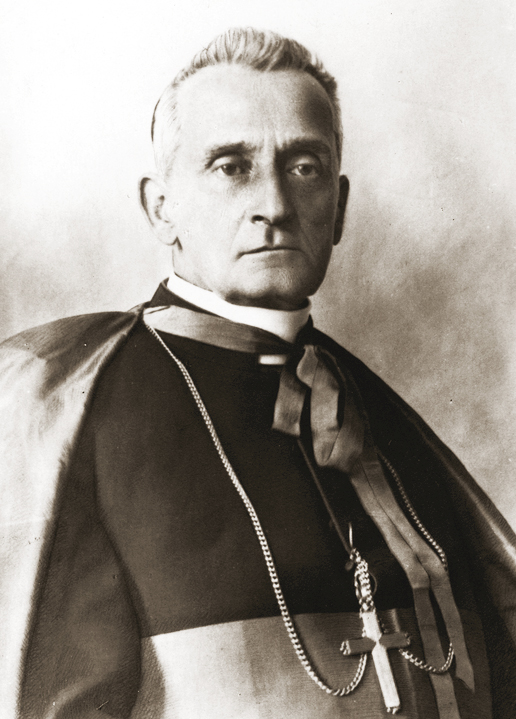
Adam Sapieha, arzobispo de Cracovia, se convirtió en el jefe de facto de la Iglesia polaca tras la invasión y fue una figura principal de la resistencia polaca

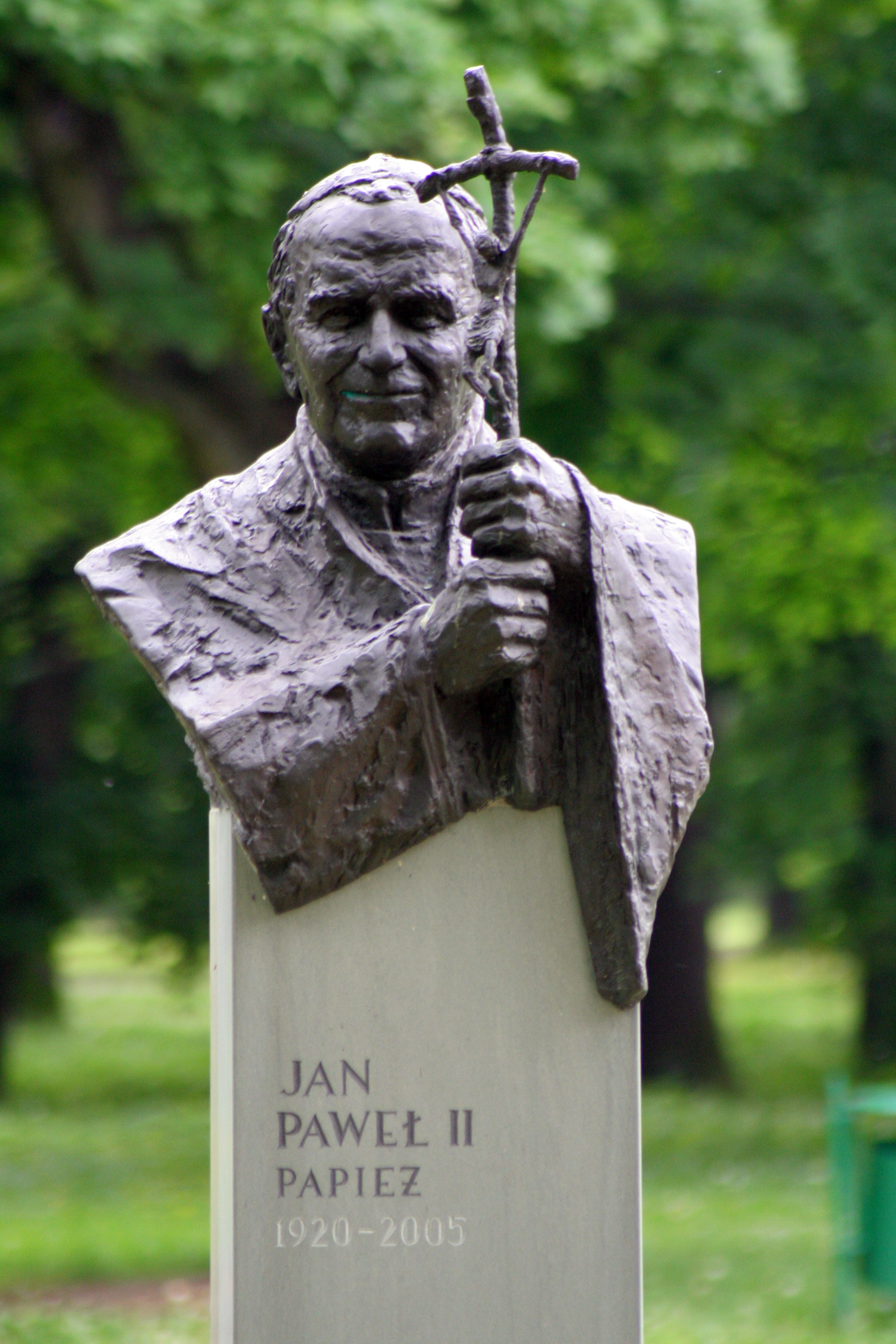
Memorial del Papa Juan Pablo II, en Cracovia. De joven, Juan Pablo II había participado en la resistencia cultural polaca a la ocupación nazi de Polonia

Tras la rendición del Gobierno polaco a finales de septiembre de 1939, la Resistencia Polaca y el Armia Krajowa (Ejército Nacional), leales al Gobierno polaco en el exilio, resistieron a la ocupación nazi. La posición de la resistencia polaca se complicó enormemente tras la invasión nazi de la Unión Soviética. Stalin, que pretendía instaurar un régimen comunista de posguerra, permitió que los nazis sofocaran el Levantamiento de Varsovia, que se saldó con 200.000 civiles muertos, y los aliados occidentales acabaron reconociendo al gobierno respaldado por Moscú frente al gobierno legal de Polonia, con sede en Londres. Al final de la guerra se produjo la sovietización de Polonia.
El Armia Krajowa era consciente de la relación entre la moral y la práctica religiosa, y la religión católica formó parte de gran parte de la resistencia polaca, especialmente durante el Levantamiento de Varsovia de 1944. A pesar de la persecución, los sacerdotes católicos predicaban el espíritu nacional y alentaban la resistencia en toda Polonia, y la Resistencia estaba llena de clérigos. Miles de polacos han sido galardonados como Justos entre las Naciones por ayudar a los judíos, constituyendo el mayor contingente nacional. y cientos de clérigos y monjas participaron en la ayuda a los judíos durante la guerra.
Adam Sapieha, arzobispo de Cracovia, se convirtió en el jefe de facto de la Iglesia polaca tras la invasión. Criticó abiertamente el terror nazi. Sapieha se convirtió en un símbolo del Resistencia polaca y desempeñó un papel importante en el rescate de judíos. Abrió un seminario clandestino en un acto de resistencia cultural. Entre los seminaristas se encontraba Karol Wojtyla, el futuro Papa Juan Pablo II. Wojtyla había sido miembro del Teatro Rapsódico, un grupo de resistencia clandestino, que pretendía mantener la cultura polaca mediante lecturas prohibidas de poesía y representaciones teatrales. Wladyslaw Bartoszewski, cofundador de Zegota, había trabajado con el movimiento católico clandestino, el Frente para el Renacimiento de Polonia, y fue arrestado en una purga nazi de la intelectualidad en 1940, y enviado a Auschwitz. Liberado siete meses después por la presión del Cruz Roja, Bartoszewski y Zegota salvaron a miles de judíos.
Polonia tenía una gran población judía y, según Davies, el número de judíos asesinados y el número de judíos rescatados fue mayor que en cualquier otra nación: la cifra de rescate suele situarse entre 100 000 y 150 000. Polonia tenía su propia tradición de antisemitismo. Según Davies, como parte de sus esfuerzos por reprimir a los posibles opositores al régimen, el estado comunista que se estableció en Polonia tras la guerra exageró la presencia del antisemitismo en el país y difamó y reprimió sistemáticamente a los católicos que se habían opuesto al Holocausto, como en el "caso Zegota" de 1948-9. Cientos de clérigos y monjas participaron en la ayuda a los judíos de Polonia durante la guerra, aunque es difícil confirmar las cifras exactas. Los monasterios desempeñaron un papel importante en la protección de los judíos. Matylda Getter, madre superiora de las Hermanas Franciscanas de la Familia de María, escondió a muchos niños en su convento de Pludy. En Kolonia Wilenska, la hermana Anna Borkowska (Hermana Bertranda) escondió a hombres de la resistencia judía del gueto de Vilna. A partir de 1941, este tipo de ayuda conllevaba la pena de muerte. Varios obispos prestaron ayuda a los judíos polacos, en particular Karol Niemira, obispo de Pinsk, que cooperó con la organización clandestina que mantenía vínculos con el gueto judío y acogió a judíos en la residencia del arzobispo.
Cuando AK descubrió el verdadero destino de los transportes que salían del gueto judío, a finales de 1942 se creó el Consejo de Ayuda a los Judíos - Rada Pomocy Żydom (nombre en clave Zegota), en cooperación con grupos eclesiásticos. La organización salvó a miles de personas. Se hizo hincapié en la protección de los niños, ya que era casi imposible intervenir directamente contra los transportes fuertemente custodiados. Se prepararon documentos falsos y se distribuyó a los niños entre casas seguras y redes eclesiásticas. Los niños judíos fueron colocados a menudo en orfanatos y conventos eclesiásticos.
El fervor religioso católico fue una característica del Levantamiento de Varsovia de 1944. El general Antoni Chruściel dio instrucciones para que las tropas de primera línea pudieran seguir rezando, rezando el rosario, confesándose y celebrando actos religiosos. Las iglesias fueron destruidas, pero las congregaciones no se amilanaron. Las órdenes religiosas, en particular las monjas, se dedicaron a rezar por el Alzamiento. El clero participó a muchos niveles: como capellanes de unidades militares o atendiendo a los heridos y moribundos, cada vez más numerosos. "Monjas de varias órdenes", escribió Davies, "actuaron como hermanas universales de la misericordia y se ganaron elogios generalizados. La mortalidad entre ellas era mayor que entre la mayoría de las categorías de civiles. Cuando eran capturadas por las SS, despertaban una furia especial, que con frecuencia terminaba en violación o carnicería". Según Davies, la religión católica era parte integral de la lucha:
Entre los cientos de capellanes adscritos al Ejército Nacional se encontraba Stefan Wyszyński, que más tarde fue cardenal primado de Polonia en la época comunista. Las comunidades religiosas, en general, permanecieron durante el Alzamiento, convirtiendo sus criptas y sótanos en refugios antiaéreos y hospitales, y volcándose en labores sociales. El convento de clausura de las Hermanas Benedictinas de la Eterna Adoración levantó una prohibición secular de visitas masculinas para servir de base estratégica al Ejército Nacional y abrió sus puertas a los refugiados, que fueron atendidos y alimentados por las hermanas. La priora recibió un ultimátum de los alemanes, pero se negó a marcharse por miedo al impacto en la moral. Davies escribió que las hermanas comenzaron sus oraciones vespertinas reunidas en torno al sagrario, rodeadas por un millar de personas, mientras los aviones alemanes sobrevolaban y "la iglesia se derrumbaba en una atronadora explosión... los equipos de rescate excavaban para salvar a los vivos... un coro del convento muy mermado cantaba para animarles". Al amanecer, un puñado de monjas... salieron. Las filas de insurgentes saludaron. Y los cañones alemanes volvieron a abrir fuego."

## Mártires
La Iglesia polaca honra a Ciento ocho mártires de Polonia durante la Segunda Guerra Mundial, entre ellos las 11 Hermanas de la Sagrada Familia de Nazaret asesinadas por la Gestapo en 1943 y conocidas como las Mártires de Nowogródek. La Iglesia polaca abrió la causa de Józef y Wiktoria Ulma al proceso de beatificación en 2003. La pareja y su familia fueron asesinados por acoger a judíos.
Entre los mártires polacos más venerados se encuentra el franciscano San Maximiliano Kolbe, asesinado en Auschwitz-Birkenau, tras haber ofrecido su propia vida para salvar a un compañero condenado a muerte por las autoridades del campo. La celda en la que murió es hoy un santuario. Durante la Guerra, dio cobijo a refugiados, entre ellos 2000 judíos a los que escondió en su convento de Niepokalanów.

## Papa Pío XII
La lealtad de Polonia al papado dio a su difícil situación una dimensión internacional, de la que eran conscientes tanto las potencias de ocupación nazis como las soviéticas. En Polonia, la Iglesia estaba bien organizada y el clero era respetado. Garlinski escribió que "el vínculo milenario de la Iglesia polaca con Roma le proporcionaba cierta protección". El Reich alemán contaba con 30 millones de católicos, que reconocían la autoridad del Papa... y [cada gobernante alemán], por muy fuertemente que se opusiera a Roma, tenía que tenerlo en cuenta..." El Papa Pío XII sucedió a Pío XI en marzo de 1939, en vísperas de la Segunda Guerra Mundial. El nuevo Papa se enfrentaba a la agresiva política exterior del nazismo, y percibía una amenaza para Europa y la Iglesia por parte del comunismo soviético, que predicaba el ateísmo: "cada sistema atacaba a la religión, ambos negaban la libertad y la victoria de cualquiera de ellos sería una derrota para la Iglesia", escribió Garlinski. Pío XII presionó a los líderes mundiales para evitar la guerra y luego intentó negociar la paz, pero fue ignorado por los beligerantes, ya que Alemania y Rusia empezaron a tratar a la Polonia católica como su colonia. En su primera encíclica, Summi Pontificatus' del 20 de octubre de 1939, Pío respondió a la invasión de Polonia. La encíclica atacaba la guerra de Hitler como "anticristiana" y ofrecía estas palabras para Polonia:.

[Esta es una] "Hora de Tinieblas"... en la que el espíritu de violencia y de discordia trae sufrimientos indescriptibles sobre la humanidad.... Las naciones arrastradas por el trágico torbellino de la guerra tal vez estén aún sólo en el "principio de los dolores"... pero incluso ahora reina en miles de familias la muerte y la desolación, el lamento y la miseria. La sangre de innumerables seres humanos, incluso no combatientes, eleva un canto lastimero sobre una nación como nuestra querida Polonia, que, por su fidelidad a la Iglesia, por sus servicios en defensa de la civilización cristiana, escritos con caracteres indelebles en los anales de la historia, tiene derecho a la simpatía generosa y fraterna del mundo entero, mientras espera, contando con la poderosa intercesión de María, Auxilio de los cristianos, la hora de una resurrección en armonía con los principios de la justicia y de la verdadera paz. Summi Pontificatus - Papa Pío XII, oct. 1939

El Nuncio papal en Polonia, Fillippo Cortesi había abandonado Varsovia junto con el cuerpo diplomático, después de la invasión y el Papal Nuncio en Alemania, Cesare Orsenigo, asumió el papel de comunicar la situación de los territorios anexionados a Alemania - pero su papel de proteger a la Iglesia en Polonia estaba en conflicto con su papel de facilitar mejores relaciones con el gobierno alemán, y sus propias simpatías fascistas. Existían otros canales de comunicación, incluso a través del primado polaco cardenal Hlond. La Santa Sede rechazó las peticiones alemanas de llenar los obispados de los territorios anexionados con obispos alemanes, alegando que no reconocería las nuevas fronteras hasta que se firmara un tratado de paz.
En abril de 1940, la Santa Sede comunicó al gobierno estadounidense de Franklin D. Roosevelt que todos sus esfuerzos por entregar ayuda humanitaria habían sido bloqueados por los alemanes y que, por tanto, estaba intentando canalizar la asistencia a través de vías indirectas como la "Comisión para el Socorro Polaco" estadounidense. En 1942, la National Catholic Welfare Conference estadounidense informó de que "a medida que los informes del cardenal Hlond llegaban al Vaticano, el papa Pío XII protestaba contra las enormidades que relataban con un vigor implacable". La Conferencia tomó nota de la encíclica del Papa 28 de octubre e informó de que Pío se dirigió al clero polaco el 30 de septiembre de 1939, hablando de "una visión de loco horror y sombría desesperación" y diciendo que esperaba que, a pesar de la labor de los "enemigos de Dios", la vida católica sobreviviría en Polonia. En un discurso de Nochebuena al Colegio Cardenalicio, Pío condenó las atrocidades "incluso contra los no combatientes, los refugiados, los ancianos, las mujeres y los niños, y el desprecio de la dignidad humana, la libertad y la vida humana" que habían tenido lugar en la guerra polaca como "actos que claman por la venganza de Dios".
El Vaticano utilizó su prensa y su radio para informar al mundo en enero de 1940 de la aterrorización del pueblo polaco. El 16 y 17 de noviembre de 1940, Radio Vaticano dijo que la vida religiosa de los católicos en Polonia seguía siendo brutalmente restringida y que al menos 400 clérigos habían sido deportados a Alemania en los cuatro meses anteriores:

También se han disuelto las Asociaciones Católicas en el Gobierno General, se han cerrado las instituciones educativas católicas, y los profesores y maestros católicos han sido reducidos a un estado de extrema necesidad o han sido enviados a campos de concentración. La prensa católica ha quedado impotente. En la parte incorporada al Reich, y especialmente en Posnania, los representantes de los sacerdotes y órdenes católicas han sido encerrados en campos de concentración. En otras diócesis, los sacerdotes han sido encarcelados. Zonas enteras del país han sido privadas de todo ministerio espiritual y los seminarios eclesiásticos han sido dispersados.

En Pomerania, el Gauleiter nazi Albert Forster permitía sacerdotes alemanes y creía que los propios polacos podían ser germanizados. Sin embargo, bajo las políticas excepcionalmente agresivas de Arthur Greiser, el Gauleiter nazi de la región de Wartheland, los católicos alemanes y la Iglesia protestante sufrieron una campaña para erradicar la Iglesia polaca, lo que llevó al jefe de la Conferencia Episcopal Alemana a pedir ayuda al Papa, pero Pío ofreció una respuesta cautelosa. Aunque Pío había colaborado en la redacción de la encíclica antinazi Mit brennender Sorge', que siguió siendo vinculante durante la guerra, no la repitió durante la contienda y, según escribió Garlinski, era consciente de que la expansión de Hitler ponía a 150 millones de católicos bajo el control del Tercer Reich, y de que las condiciones de los católicos fuera de Polonia podían verse afectadas negativamente por sus pronunciamientos. Esta "postura comedida y razonada", escribió Garlinski, aunque justificada a largo plazo, "no convenía a los polacos", que esperaban un lenguaje más directo contra los nazis, Sin embargo, escribió Garlinski:

[L]os lazos seculares que unían a [Polonia] con Roma debilitaron la fuerza de la ocupación. El papel de la Iglesia en la lucha de la nación por su supervivencia y por su alma era muy grande y se hacía patente en casi todos los ámbitos de la vida nacional. A pesar de las pérdidas y los reveses, la red de parroquias cubría todo el país y en su ministerio llevaba consuelo fe y esperanza. A pesar del riesgo personal, los sacerdotes utilizaban sus púlpitos para mantener el espíritu nacional y alentaban la resistencia, los obispados eran un signo visible de la existencia de una organización, aunque no gubernamental y el movimiento de resistencia estaba lleno de clérigos en todo tipo de cargos. ..[-]... la Iglesia católica salió victoriosa de la guerra, fortalecida espiritualmente, endurecida interiormente por sus pérdidas, rodeada del respeto universal y preparada para los nuevos y difíciles días que se avecinaban.
Extracto de Poland and the Second World War por Jozef Garlinski; 1985.